# Ruby (Schiff)
Die Ruby ist ein unter der Flagge Maltas fahrender Massengutfrachter mit der IMO-Nummer 9626390.

## Angaben zum Schiff
Das Schiff wurde mit der Baunummer H6140 von Hyundai Mipo Dockyard gebaut. Die Kiellegung erfolgte am 29. Dezember 2011 und der Stapellauf am 14. Juli 2012. Am 3. September 2012 wurde der Neubau als Lady Amna an die Amna Marine Ltd. abgeliefert. 
2019 wurde die Ruby Enterprise Ltd. neuer Eigner und das Schiff in Ruby umbenannt.
Angetrieben wird das Schiff von einem Schiffsdieselmotor des Typs MAN 6S46MC-C, der mit 7.860 kW auf einen Festpropeller wirkt.
Für Frachtgut gibt es fünf Laderäume, die mit vier Schiffskränen be- und entladen werden können.

## Odyssee 2024
Beladen mit etwa 20.000 Tonnen Ammoniumnitrat verließ die Ruby am 22. August 2024 den Hafen von Kandalakscha auf der Halbinsel Kola mit dem Ziel Kanarische Inseln. Kurz darauf geriet das Schiff in einen Sturm und erlitt Schäden durch eine Grundberührung. Als Nothafen wurde danach Tromsø angelaufen. Dort wurden vom DNV Schäden am Schiffsrumpf, am Propeller und an der Ruderanlage festgestellt, das Schiff aber für seetüchtig erklärt und für die  Weiterfahrt die Begleitung durch einen Schlepper gefordert. Aufgrund der brisanten Ladung und mit Blick auf die Explosionskatastrophe in Beirut 2020 musste die Ruby jedoch ohne Reparatur wieder auslaufen. In der Folge verweigerten auch andere nordeuropäische Häfen das Einlaufen des Schiffes.
Am 23. September nahm die Ruby mit eingeschränkter Manövrierfähigkeit und begleitet vom Ankerziehschlepper Amber II (IMO-Nr. 9425423) Kurs auf ihren Flaggenstaat Malta. Die Verkehrsbehörde in Valletta hat jedoch festgelegt, dass ein Einlaufen in die maltesischen Hoheitsgewässer nur ohne diese Ladung erlaubt wird.
Am 25. September ankerte die Ruby nördlich des Ärmelkanals und zunächst außerhalb der britischen Hoheitsgewässer, um Kraftstoff für die Weiterfahrt von einem Bunkerschiff übernehmen zu können. Die Versorgung des Schiffes wurde dann am 28. September auf einer neuen Reede abgeschlossen. Obwohl Ammoniumnitrat regelmäßig gefahrlos transportiert werde und die Ruby alle internationalen Regeln erfülle, habe die spekulative Berichterstattung dazu geführt, dass kein Hafen das beladene Schiff aufnehmen wolle, so ein Sprecher der betroffenen Reederei Cielo Shipping Pte. Ltd. Die Ladung auf andere Schiffe umzuladen, konnte ebenfalls zunächst nicht vereinbart werden. Als neuer Begleitschlepper ankerte die Kamarina (IMO-Nr. 9499644) in unmittelbarer Nähe. Laut einer Mitteilung vom 22. Oktober 2024 bemühte sich Sir Roger Gale, ein Abgeordneter des House of Commons, um eine Vermittlung.
Am Vormittag des 27. Oktober lichtete die Ruby den Anker und machte einen Tag später im Außenhafen von Great Yarmouth fest, um das Ammoniumnitrat umzuladen. Danach verbrachte das Schiff weitere Wochen auf der Reede vor Great Yarmouth. Am 4. Dezember erreichte die Ruby die Mündung des River Tyne und am frühen Morgen des 5. Dezember wurde sie bei A&P Tyne zu Reparatur eingedockt.